# Оберланген
Оберланген (нем. Oberlangen) — община в Германии, в земле Нижняя Саксония.
Входит в состав района Эмсланд. Подчиняется управлению Латен. Население составляет 954 человека (на 31 декабря 2010 года). Занимает площадь 22,12 км².

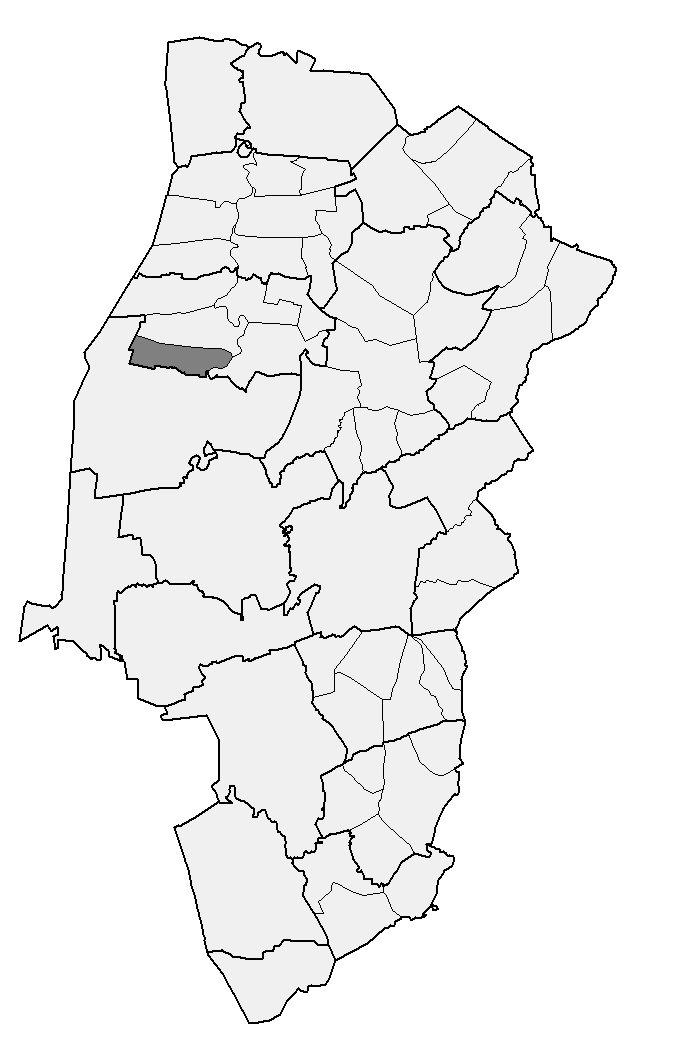
Оберланген